# Aceratobasis
Aceratobasis is een geslacht van libellen (Odonata) uit de familie van de waterjuffers (Coenagrionidae).

## Soorten
Aceratobasis omvat 4 soorten:
- Aceratobasis cornicauda (Calvert, 1909)
- Aceratobasis macilenta (Rambur, 1842)
- Aceratobasis mourei (Santos, 1970)
- Aceratobasis nathaliae (Lencioni, 2004)